# نادي المرج
نادي المرج الرياضي نادٍ رياضي واجتماعي مصري تأسس عام 1948، يلعب في الدوري المصري القسم الثالث.

## التاريخ
أنشئ نادي المرج الرياضي في عام 1948 على أرض من إهداء السيدة زينب الوكيل زوجة مصطفى النحاس باشا.[بحاجة لمصدر] كان أول شعار لنادي المرج الرياضي في عام 1976 حتى 2011، وبعد انتخابات رئاسة النادي عام 2011 تغير الشعار فكان هذا هو الشعار الثاني في تاريخ النادي وفي عام 2023 قام مجلس الإدارة بتغير شعار النادي للمره الثالثه في تاريخه 

من 1976 إلى 2011
الشعار الحالي منذ 2011

## تشكيلة الفريق
ملاحظة: تشير الأعلام إلى المنتخب الوطني على النحو المحدد في قواعد الأهلية للفيفا. قد يحمل اللاعبون أكثر من جنسية واحدة غير تابعة للفيفا.
| الرقم | البلد | المركز | اللاعب                  |
| ----- | ----- | ------ | ----------------------- |
| 1     | مصر   | حارس   | عادل مرغني              |
| 2     | مصر   | مدافع  | محمد رمضان              |
| 3     | مصر   | مدافع  | أحمد مرعي               |
| 4     | مصر   | مدافع  | عبد المنعم النشار       |
| 5     | مصر   | مدافع  | حمادة بكر               |
| 6     | مصر   | مدافع  | باسم محمد               |
| 7     | مصر   | وسط    | سيد صلاح كابينة         |
| 8     | مصر   | مدافع  | محمود عبد الستار        |
| 9     | مصر   | مهاجم  | أحمد حلاوة              |
| 10    | مصر   | مهاجم  | إبراهيم عبد الوهاب بولة |
| 11    | مصر   | مدافع  | محمود صلاح فلاحة        |
| 12    | مصر   | وسط    | هاني أحمد               |

| الرقم | البلد | المركز | اللاعب             |
| ----- | ----- | ------ | ------------------ |
| 13    | مصر   | وسط    | أحمد مجدي          |
| 14    | مصر   | وسط    | تامر حسين بندق     |
| 15    | مصر   | وسط    | هيثم كمال          |
| 16    | مصر   | مدافع  | أحمد مصطفى         |
| 17    | مصر   | مهاجم  | علي صابر           |
| 19    | مصر   | وسط    | أحمد حسن           |
| 20    | مصر   | مدافع  | محمد محروس         |
| 22    | مصر   | وسط    | محمود تونسي        |
| 25    | مصر   | حارس   | وائل قطب           |
| 33    | مصر   | حارس   | محمود لواء         |
| 77    | مصر   | وسط    | محمد ضاحي          |
| 99    | مصر   | وسط    | أحمد حافظ البركاوي |
| 72    | مصر   | مهاجم  | منير رمضان الخطير  |

## الطاقم الإداري
| الوظيفة          | الاسم                |
| ---------------- | -------------------- |
| المدير الفني     | علي سليمان           |
| المشرف العام     | سيد الطحان           |
| المدرب العام     | تامر السيد           |
| مدرب حراس المرمى | محمد توفيق أباظة     |
| طبيب علاج طبيعي  | محمد مصطفى           |
| إداري            | محمد حسين عبد الكريم |
| مسؤول الملعب     | أحمد خليل            |

## المنشئات والمرافق الرياضية
يلعب نادي المرج الرياضي جميع مبارياته علي ملعب المرج. وهو ملعب متعدد الأغراض. ويستخدم حاليا في الغالب في مباريات كرة القدم ولكن هناك عدة ملاعب أخري لكرة السلة والكرة الطائرة وكرة الصالات وملعب خماسي نجيل صناعي للتأجير.
كما يوجد هناك صالات لألعاب الكاراتيه والكونج فو والتايكوندو ورفع الأثقال وتنس الطاولة وقاعة التمرينات.

## الأنشطة الرياضية الأخرى
يضم نادي المرج الرياضي فرق لرياضات أخرى بجانب كرة القدم منها :
- فريق كرة القدم الخماسية.
- فريق كرة السلة.
- فريق الكرة الطائرة.
- فريق تنس الطاولة.
- فريق رفع الأثقال.
- فريق الكاراتيه
- فريق الكونغ فو
- فريق التايكوندو.

### فرق أخرى لكرة القدم
- فريق كرة القدم تحت 18 سنة
- فريق كرة القدم تحت 16 سنة.
- فريق كرة القدم تحت 14 سنة.
- فريق كرة القدم تحت 13 سنة.